# 鋼の大地
『鋼の大地』（はがねのだいち）は、奈須きのこの小説。部分的なエピソードを描いた『Notes.』のみが発表されている。

## 概要
作者によると、ジャンルはエセSF。『月姫』・『Fate/stay night』・『空の境界』の未来の世界で、世界観を同一にする。ただし人類はほぼ絶滅しているので、世界観を同一にしながら、全く内容を異にする。例えば両作品ではあたりまえに存在する「魔術」は、ここでは失われている。

## ストーリー
人類は地球の資源を使いきり、母なる大地は臨終し、生物は住めなくなった。それでも人類の文明技術は、星の死亡によっても、人類を生き続けることを可能にした。人類は卓越した技術を使い、滅亡する前の地球に生きていた生物をモチーフに亜麗百種とよばれる新たな霊長類を作り出した。
ところが亜麗百種が人類に反旗をひるがえし、世界の覇権を巡る大戦が始まる。一人一人が亜麗百種全てを凌駕する能力を持つ「六人姉妹」率いる亜麗百種の前になすすべのない人類は次第に追いつめられていく。追いつめられた人類は、人間種（新人類。人間自体が進化したもので元の人間とは似て非なるもの）と騎士を生み出した。大戦は新人類・騎士VS亜麗百種の新たな形に発展していく。その甲斐あって、六人姉妹の末妹は騎士によって倒された。
しかし、ある日、謎の生命体が飛来し地球上の全ての生命体へと攻撃を開始する。人間・亜麗百種双方とも壊滅寸前の損害を被ったことで大戦は幕をおろし、地球の生命体は「アリストテレス」と呼ぶようになった謎の生命体との戦いへと突入していく。

## 設定

### 世界
鋼の大地
本作の舞台となる星の命が死んだ世界の呼称。正式な名称ではなく、人々の間に伝わる俗称。
大陸の大部分は罅割れた荒野が広がり、食物が育つことはなく、大気も変質している。
「over count 1999.」とも書かれる。これは、二千年目に人類が滅びる予言があったともされており、ノストラダムスの大予言に由来する（『鋼の大地』の初出は1999年）。
大戦の集結前後からはタイプ・プルートの血液により大気が赤く染まり、亜麗百種の盟主六人姉妹の張った灰色の雲の防御膜に常に覆われている。
ジン (真エーテル)
惑星としての機能を失った後の地球に溢れ出した計測不可能な粒子の総称。
凄まじいエネルギー効率を誇り、このジンを戦闘に使用できる亜麗や騎士の戦闘において旧時代の兵器は全て無価値になってしまったほど。
通常のTYPE-MOON世界において「真エーテル」とは第五真説要素の事を指し、神代の大気に満ち溢れていた物質を言う。地球本来が持つ星の生命エネルギーであり、生命の源でもある。
故に西暦以降の人間が神代の時代で呼吸することは自殺行為に等しく、仮にそれが神代の名残がある地域の人間(例えばアーサー王伝説の時代の人々が該当)であってもタダではすまない。

### 人類
人間
旧時代の霊長種で、一般にいわれる人類のこと。人間にとってジンは有害であるため、だんだんと数を減らしていく。そこに亜麗百種との大戦、アリストテレス来襲により拍車がかかり、人間が暮らしていた人工楽園の滅亡によって人類は最後の一人を残すのみとなる。
人間種
新人類。人間（旧人類）が環境に適応して進化した新種の人類のこと。厳密には亜麗百種に分類される。旧人類にとって生きるのに適さない鋼の大地でも対応して生活できるが、それ以外の姿・能力は、旧人類と変わらない。かつての旧人類の文明のように国家を形成している。
騎士
人間種の誕生時、ジンを多く身体に含んで誕生した赤子は体外にもう一つの器官をもち、成人するとジンを物質化する。その物質化されたものを「魔剣」と呼び、魔剣は様々な現象を引き起こす。その魔剣が実戦使用に耐えうるほど強力なもののみを、騎士という。『Note.』では78人登録されている。
戦闘能力は亜麗百種20位「天使」と同格とされるため、一般的な騎士の戦闘能力は、アリストテレスや六人姉妹よりは落ちると思われる。
- アド・エデム

騎士の中で唯一名前や能力が判明している人物。有する魔剣は対象の大きさに合わせて大地を喰らい刀身を増大させる「斬撃皇帝」。
亜麗百種と人類との大戦では目立った存在ではなかったが、アリストテレスとの戦いにおいて数十キロの巨体を持つ黒いアリストテレスを斬撃皇帝の一撃で両断・消滅させ、表舞台に台頭する。あまりにも逸脱した魔剣から幽閉されることになるが後に人類サイドの切り札として投入され十字架のアリストテレスを消滅させるが、生死不明になる。

### 亜麗百種
旧人類が産み出した、新しい霊長類。大きく分類して百種になる。種に多数の個体が存在するのが原則だが、一～十までの数字をもつものは単一種である。
六人姉妹（No.1 Saving System to Earth）
亜麗百種で最初の位「1」を持つ。六人姉妹の名のとおり、六人で構成されるが、単一種とされる。外見は魔女の風貌で、六人すべてが箒と黒帽子の格好。アリストテレス来襲前の人間種との大戦において、末妹"審判"のみ騎士たちによって倒される。六人全員が本当の魔法使いであったという。
アリストテレスたちの来襲時において、大戦末期に鋼の大地に飛来したタイプ・プルートの侵入を防ぐために対決した結果相打ちになり、行方不明になる。その際灰色の雲状の防御膜を作り、二体のアリストテレスの侵入を防いでいる。
天使（No.20 Gurdian Angel）
亜麗百種20位。その外見は天使そのもの。しかし、その外見とは似合わず、破壊に長けた種族である。飛行能力はあるが、翼の有無に左右されない。両翼はジンを収束させるためのもので、攻撃する手段である。その戦闘能力は、かつて六人姉妹の守護役だったほどで、一体で核ミサイル並。

### アリストテレス
地球に突如現れ、無差別攻撃を繰り返す、8体の生命体。本来は名前という概念は無く、アリストテレスという呼称は地球の生命体が呼称してるに過ぎない。
その正体は、太陽系8惑星（冥王星を含む）それぞれの系統樹における最も優れた存在。天体それぞれシステムの頂点に位置する唯一最強の存在であることから、アルテミット・ワン（究極の一）とも呼ばれる。
各アルテミット・ワンは、タイプ・○○○○（○○には生息する天体名。例:タイプ・マアキュリー）と呼称される。ただし、物語上の登場人物には未だ、惑星から派遣された最強種ということは知られていないので、物語中ではアリストテレスの呼称のみが通用する。
アルテミット・ワンはそれぞれ一体で星の全生命体を絶滅させる力を持つ。アルテミット・ワンは星の代弁者のため、自己意思が無い。後天的に知的生命体との接触によって、知能を得るアリストテレスもいた。外見は人型・十字架型・蜘蛛型など、形態はガス状・鉱物・植物など多岐に渡る。
『空の境界』『月姫』『Fate/stay night』などのTYPE-MOON作品では、星は意思を持った生命体（ガイア仮説）とされ、かつて地球が人間に殺される寸前、母たる星が死しても生き残る人類に畏怖を覚えた地球が、地上の生命体を絶滅させて欲しいという信号を各惑星に送ったため、それに応じた惑星それぞれから最強種が地球に派遣された。
アリストテレス一覧
- タイプ・ジュピター

木星のアルテミット・ワン。外見は黒い巨人で全長数十キロメートルに到達し、理論上無限大に大きくなるという。人々からは黒いアリストテレスと呼ばれている。形態は光子ガスの塊で、中心核に擬似太陽を持つ。もっとも地球上の生命体を抹殺したアリストテレスであり、西の大陸で地球生物たちに挑まれた総力戦においては無傷で（そもそも傷という概念がない）撃退している。その後、騎士アド・エデムの魔剣・斬撃皇帝に両断され消滅させられるも、その最期に擬似太陽を暴走させて西の大陸のすべてを焼き尽くした。
- タイプ・ヴィーナス

金星のアルテミット・ワン。大樹が背中に2本生えた魚のような姿をしたアリストテレス。全長千メートル近い巨大な寄生型の動食植物。
新暦83年に理想的な苗床を定め降下、大地に根を張り、胞子（翼の羽）を何億という天使のような捕食端末として放出し生き物を喰らうはずだったが、ブラック・バレルによって撃墜される。
死骸は「天の亡骸」と呼ばれ、監視のため死骸の上に基地が作られた。死骸の上には植物が育成可能であったことからやがて人々が集まるようになり街として発展、天まで伸びる巨大な樹木のような2本の翼から「世界樹の街」と呼ばれた。ときおり天使型の「葉」が舞い散って街を襲い、街にはそれを退治する天使狩りという職もできている。
人類的に言えば肉体は死亡状態になっていたが精神は活動しており、寄生型であったため人間種の概念を摂取、比較的自分の姿に近い幻想である天使の姿をした少女となった。実際にはアリストテレスに死というものはなく物理的に破壊されていないため、タイプ・サターンが来襲した頃には再び動くことも可能になっていた。その後、「タイプ・ウラヌス＆ネプチューン射出作戦」なる出来事によって、世界樹の街の大樹の葉は大部分が失われることになる。
- タイプ・サターン

土星のアルテミット・ワン。全長三千メートル以上の十字架のような姿のアリストテレスで、十字架、空中要塞などと呼ばれる。空中に浮かぶアリストテレスのリーダー格。各星からの命令を受信し、各アリストテレスに伝える役目を担っていた。地上を攻撃する際は、爆散あるいは地中に穿孔し地震を起こすなどの効果がある十字型の光を雨のように降らして生命体や地表を破壊する。世界樹の町（タイプ・ヴィーナス）の上を通過しようとした際に人類に迎撃作戦を挑まれ、進路を変更させられたものの銃神を含めた多大な死傷者を作戦参加者にもたらした。その後人類サイドの切り札として幽閉から解放されたアド・エデムにより消滅させられる。惑星の意思の伝令役だったタイプ・サターンの消滅により、地球上生命体とアリストテレスの戦いは最終決戦に入る。
- タイプ・プルート

冥王星のアルテミット・ワン。2006年8月に冥王星は惑星から外されたが、『Note.』発表は1999年5月のため、「八体の惑星」のアリストテレスに含まれている。
亜麗と騎士が戦っていた大戦末期に来襲、六人姉妹によって迎撃され、その血液が空を覆っているため、『鋼の大地』世界の空は赤くなっている。赤い空を覆い隠す灰色の雲は六人姉妹が作った防御膜であり、地上への進入を阻まれたアリストテレス2体が、この血液の中を泳いでいる。
- タイプ・マーズ

火星のアルテミット・ワン。詳細不明。
- タイプ・ウラヌス

天王星のアルテミット・ワン。「タイプ・ウラヌス＆ネプチューン射出作戦」なる出来事が語られているが詳細不明。
- タイプ・ネプチューン

海王星のアルテミット・ワン。「タイプ・ウラヌス＆ネプチューン射出作戦」なる出来事が語られているが詳細不明。
- タイプ・ムーン

月のアルテミット・ワン。『鋼の大地』では隠しキャラだと『月姫読本 PlusPeriod』で語られている。またメロンブックスのサークル紹介第50回のインタビューで、魔剣リアル・オブ・ザ・ワールド（真世界）を持っていて、『鋼の大地』の最後に正体を明かすアリストテレスだと奈須きのこが答えている。
死徒二十七祖の三位「朱い月のブリュンスタッド」がタイプ・ムーンであるが、鋼の大地の時代のタイプ・ムーンと同一の存在かは不明。
サークルTYPE-MOONの名前は、『鋼の大地』の「タイプ・ムーン」から名付けられた。なお、他のサークル名候補として、騎士アド・エデムの魔剣にちなむ「斬撃皇帝騎士団」というものもあった。
- タイプ・マアキュリー

水星のアルテミット・ワン。詳細不明。
- ワン・ラディアンス・シング (One Radiance Thing)

通称"ORT"（オルト）と呼ばれる。外見は蜘蛛に近い。西暦以前に南米に落ちてきた。存在するだけでさながら「固有結界」の如く周辺環境を改竄し、ORTが住んでいた環境へと改変させる特殊能力「水晶渓谷」を持つ。
「一足先（五千年ぐらい）に地球に到着してしまったドジッ子」とも称され、「約束の時」まで「水晶渓谷」に閉じこもっている。
『Note.』におけるアルテミット・ワンたちの仲間だが、実は地球からの信号を受け取る最強種ではなかった。当初は『Note.』のタイプ・マアキュリーと同一視されていたが、その正体は、オールトの雲から来たアルテミット・ワン。
『月姫』などの世界において、「死徒二十七祖」の五位である。これは、前五位の吸血鬼がORTを捕獲しようとして秒殺・捕食され、その後ORTが吸血種の性質を持つことが判明したため、称号が受け継がれた。『月姫』の時点では、単純な戦闘力では最強。
『Fate/Grand Order』でフォーリナークラスとして正式に登場。
アリストテレス以外のアルテミット・ワン
- タイプ・アザー

『Notes.』の序章「0/GODO」の「angel notes.」に書かれている。
唯一の旧人類である銃神を指すのではないかと言われている。

## 作品

### Notes.
天使を題材にした同人誌『angel voice』（1999年5月、竹箒）のために書かれた短編小説。同人誌『月姫読本』（通称・青本）（2001年、TYPE-MOON）に再録された。アリストテレスとの戦いに既に入っており、アリストテレス8体のうち3体が倒されているため、『鋼の大地』の中でも後の方に位置すると思われる。最後の人間（新人類でない）銃神と天使の触れ合いおよびアリストテレスとの戦いを描く。「angel notes.」と題した用語説明が章ごとに挿入されている。
- 概要

銃神は天使狩りを仕事にしている。銃神が天使狩りを終えて、帰宅するとギターをもった天使がいた。ゴドーの前に現れたのは、銃神に殺されたからという。こうして天使狩りを生業としながら、天使とともに暮らすゴドーの生活が始まる。

#### 登場人物
ゴドー（Godo）
旧人類の最後の1人。最後の旧人類が暮らす人工楽園に住んでいたが5年前にタイプ・ジュピターにより彼以外は全滅、アリストテレスへの復讐のためにアトラシアに眠っていた銃「ブラック・バレル」を掘り起こし「タイプ・ヴィーナス降下阻止作戦」に参加して、ブラック・バレルによりタイプ・ヴィーナスを撃墜した。この撃墜は「鳥堕し」と呼ばれ、それを成したことから「銃神」という俗称で呼ばれる。また皮肉をこめて「GODO」（ゴドー、神もどき、偽神）とも呼ばれる。その後はアリストテレスとの戦いには参加せず、復讐心も失せ、世界樹の街で天使狩りを行って生計を立てている。旧人類であるため、息や食事をしているだけでジンに身体を蝕まれ、薬や機械に頼りながらも命を日々削られている。
ブラック・バレルはジンを含む生物に対して強大な殺傷能力を持ち、そのため少量でもジンを含む生命体は銃に触れることさえできない。アリストテレスを含め、地上に現存するほとんどの生物がジンを含んでいるため、地上のほとんどの生物にとって脅威である。旧人類は進化から取り残され、ジンを毒物としか受け付けないため、ブラック・バレルを扱うことができる数少ない種族である。
十字架（タイプ・サターン）との戦いで、亜麗の天使をかばって傷を負って死亡。
「ブラック・バレル」は『月姫』や『MELTY BLOOD』において、アトラシアの7大兵器とされるブラック・バレルそのものだけでなく「黒い銃身」「天寿の概念武装」「バレルレプリカ」などと呼ばれるレプリカも確認されており、ゴドーがアトラシアからブラック・バレルを発掘した際にもオリジナルと一緒にレプリカも発見している。
少女(V/V)
銃神に殺されたという天使。天使の姿をしているが亜麗の天使ではない。銃神と同居する。その正体はタイプ・ヴィーナスであった。撃墜されても意識らしきものは生きており、自分の体の上に街をつくった人々の知性を参考にして、人々のイメージの中から自分に近い姿を持つ天使として具現化した幻想（バーチャル）の存在。元々は自由意志がなく意思疎通さえ不可能な人類の殲滅だけを目的とする存在だったが、人々が抱く幻想の存在となったことで人類とも意思疎通が可能になり人々とその街を愛するようになった。既に本体を動かすことも可能になっているが、それをすると羽がいっきに何億も撒かれてしまうため、動こうとはしない。
天使
上記の少女と違って亜麗の天使。ゴドーに好意を持っている。ゴドー曰く美人。タイプ・サターンとの戦いに参加し、その際にゴドーに光の砲撃から庇われた。